# Омский государственный университет путей сообщения
Омский государственный университет путей сообщения (ОмГУПС) — высшее учебное заведение в Омске.

## История
В апреле 1896 года Государственный совет Российской империи принимает решение учредить Томский технологический институт (ТТИ).
9 октября 1900 года в ТТИ начали подготовку механиков, а затем — инженеров-строителей железнодорожного транспорта.
Создан в июле 1930 года в Томске из двух факультетов Томского технологического института как Сибирский институт инженеров транспорта (СИИТ).
В 1932 году из путейско-строительного факультета создан Новосибирский институт инженеров железнодорожного транспорта, а сам СИИТ преобразован в Томский электромеханический институт инженеров транспорта (ТЭМИИТ).
В 1961 году ТЭМИИТ был переведён в Омск и переименован в Омский институт инженеров железнодорожного транспорта (ОмИИТ).

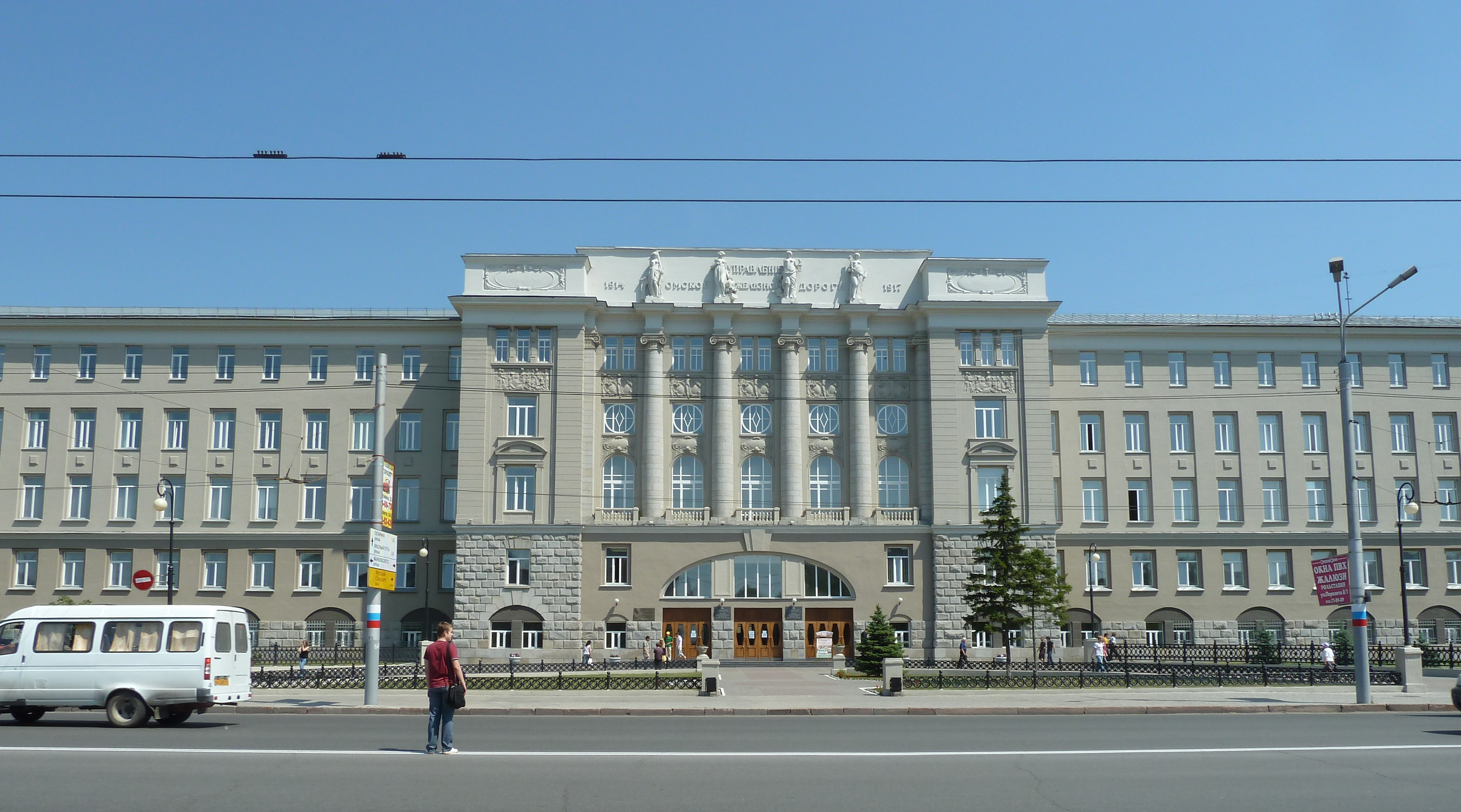
Главный корпус ОмГУПС

В 1994 году институт преобразован в академию.
В 1997 году академия получила статус университета.

## Структура

### Факультеты и институты
- Институт наземных транспортных систем
- Институт автоматики, телекоммуникаций и информационных технологий
- Институт электрического транспорта и систем энергообеспечения (ИЭТСЭ)
- Институт менеджмента и экономики (ИМЭК)
- Институт повышения квалификации и переподготовки
- Факультет довузовской подготовки и профессиональной ориентации

### Филиалы
- Тайгинский институт железнодорожного транспорта
- Омский техникум железнодорожного транспорта
- Омское медицинское училище железнодорожного транспорта

## Известные выпускники
- Вайно, Карл[2] — эстонский политический деятель.
- Дроботенко, Сергей Анатольевич — российский юморист.
- Мюрисепп, Алексей Александрович — эстонский политический деятель.
- Калинин, Сергей Павлович — хоккеист, чемпион мира среди молодёжных команд 2011 год, чемпион мира 2014 года
- Куличенко, Алексей — заместитель Генерального директора по финансам и экономике ПАО «Северсталь»
- Панычев, Александр Юрьевич — ректор ОмГУПС в 2010—2013 годах.
- Пшеничников, Леонид Николаевич — главный инженер проектов, заместитель начальника отдела автоматики, телемеханики и связи (ОАТиС) в институте «Омскжелдорпроект» — филиале Росжелдорпроект
- Сутягинский, Михаил Александрович — Председатель Совета директоров "ГК «Титан»

## Известные преподаватели
- Авилов, Валерий Дмитриевич (1939—2013) — профессор кафедры «Электрические машины и общая электротехника».
- Костарев, Сергей Владимирович — профессор кафедры по связям с общественностью